# Sabina Stilo
Sabina Maria Stilo (Reggio Calabria, 21 aprile 1968) è una conduttrice televisiva, conduttrice radiofonica e giornalista italiana.

## Biografia
Ultima di tre figli, padre calabrese e madre veneta, sin da piccola studia da mezzo soprano, e si dedica anche alla danza classica. Dal 2009 è giornalista pubblicista, iscritta all'Ordine dei Giornalisti del Lazio.
Diventa nota verso la fine degli anni ottanta, esordendo in televisione nel 1987 come concorrente del Festival di Castrocaro. Nello stesso anno prende parte al programma di Rai 3 Pokerconcerto. Nella primavera del 1989 è una delle prime donne del programma televisivo Serata d'onore, condotto da Pippo Baudo. Al fianco di Baudo nell'estate dello stesso anno prende parte agli eventi di Rai1 Una serata per il Cinema e Una serata per il Teatro, e al tour di spettaccoli estivi in giro per l'Italia dal titolo Giragosto. 
Nella stagione 1989-1990 passa alle reti Fininvest dove partecipa al programma comico di seconda serata di Italia 1 Televiggiù, per il quale canta anche la sigla finale Uomini, ed entra a far parte del cast della trasmissione comica di Italia 1 Emilio e della prima edizione del varietà di Canale 5 Sabato al circo. Nell'estate del 1990 è protagonista su Canale 5 della seconda edizione di Bellezze al bagno al fianco di Marco Columbro. 
Nella stagione 1990-1991 conduce sempre per Canale 5 il varietà Bellezze sulla neve, e nell'estate del 1991 è per il secondo anno la prima donna del varietà Bellezze al bagno. Nella stagione 1991-1992 conduce al fianco di Giorgio Mastrota il varietà di Rete 4 E' Festa!, ed insieme a Cino Tortorella e Paolo Bonolis, conduce lo spettacolo di  fine anno di Canale 5 dal titolo Evviva l'allegria. Il 13 marzo 1992 conduce la puntata zero del celebre varietà Mediaset La sai l'ultima?. Nel frattempo ha partecipato al lancio di Telecinco in Spagna e, nel 1992, ha condotto Il grande circo di Retequattro, per il quale incide anche la sigla Canta con me.
Dopo questa conduzione, ha partecipato allo spettacolo teatrale Uomini targati Eva ed ha preso parte come attrice alla seconda stagione della fiction La dottoressa Giò. Nel 1995 è ritornata in Italia dopo un'intensa parentesi professionale in Spagna ed in Cile, partecipando allo spettacolo teatrale Scanzonatissimo Gran Casinò, dove interpreta vari ruoli comici. Nel 1996 ha partecipato al varietà televisivo Mille lire al mese, condotto da Pippo Baudo e Giancarlo Magalli, dal Teatro delle Vittorie. Nel biennio 2003-2004 conduce lo spazio dedicato alle estrazioni del lotto su Rai2 dal titolo Il Lotto alle Otto. Nello stesso periodo e sino al 2008 è una delle giornaliste del canale tematico Rai Utile. Nell'estate del 2006 conduce il contenitore di Rai 2 L'Italia sul 2 Estate, mentre nel 2008 è la padrona di casa di Sistema Paese sul canale Rai Utile. Nel 2010 ha condotto la rubrica sportiva Formula S su Rai Sport 1. Da settembre 2017 a giugno 2022 conduce Questioni di Stilo, un programma di interviste a personaggi del mondo della cultura, della moda e dello spettacolo, trasmesso dal canale radiofonico Rai Radio Live. Dal 2019 al 2022 conduce anche la rubrica Ricordi di Stilo su Rai Radio Tutta Italiana. Da marzo 2021 al 2022 conduce Le Casellanti su Rai Isoradio. Dal 3 ottobre 2022 conduce su Rai Isoradio il programma Sabina Style.

### Vita privata
Sabina Stilo vive a Roma col marito Massimiliano Maselli, e le loro due figlie, una delle quali è l'attrice Alice Maselli, che ha interpretato il personaggio di Agnese nei film Come un gatto in tangenziale e nel sequel Come un gatto in tangenziale - Ritorno a Coccia di Morto.

## Televisione
- Festival di Castrocaro (Rai 1, 1987) concorrente
- Pokerconcerto (Rai 3, 1987)
- Serata d'onore (Rai 2, 1989)
- Una serata per il Cinema (Rai 1, 1989)
- Una serata per il Teatro (Rai 1, 1989)
- Televiggiù (Italia 1, 1989)
- Sabato al circo (Canale 5, 1989-1990)
- Emilio (Italia 1, 1990)
- Bellezze al bagno (Canale 5, 1990-1991)
- E' Festa! (Rete 4, 1991-1992)
- Viva el espectáculo (Telecinco, 1991)
- Evviva l'allegria (Canale 5, 1991)
- Leningrado Show (Canale 5, 1991)
- Bellezze sulla neve (Canale 5, 1992)
- La sai l'ultima? (Canale 5, 1992)
- Il grande circo di Retequattro (Rete 4, 1992)
- Il circo di Capodanno (Rete 4, 1993)
- Circo sotto le Stelle (Rete 4, 1993)
- Viéndonos (Telecinco, 1993)
- Mille lire al mese (Rai 1, 1996)
- Il Lotto alle Otto (Rai 2, 2003-2004)
- L'Italia sul 2 estate[4] (Rai 2, 2006)
- Sistema Paese (Rai Utile, 2008)
- Formula S (Rai Sport, 2010)
- Belle Così (Rai 2, 2021)
- Casa Italia (Rai Italia, dal 2023) cura la rubrica A spasso con i libri

## Filmografia
- L'Odissea (Canale 5, 1991)
- L'Ispettore Sarti (Rai 2, 1994)
- La dottoressa Giò (Rete 4, 1998)
- Don Matteo 11 (Rai 1, 2018)

## Radio
- Questione di Stilo (Rai Radio Live, 2017-2022)
- Ricordi di Stilo (Rai Radio Tutta Italiana, 2019-2022)
- Le Casellanti (Rai Isoradio, 2021-2022)
- Sabina Style (Rai Isoradio, dal 2022)

## Teatro
- Scanzonatissimo Gran Casinò, di Dino Verde, regia e coreografie Don Lurio (1994-1995)
- Paris, Belle Epoque, di Feydeau e Hervé (1996)
- Uomini targati Eva (1997)

## Pubblicità
- Omnitel (1996)

## Musica
- Uomini, sigla del varietà Televiggiù (1989)
- Non mi va, sigla del varietà Bellezze al Bagno (1990)
- Canta con Me, sigla del varietà Il grande circo di Rete 4 (1992)
- Brava la vita, sigla della fiction La dottoressa Giò (1998)

## Altre attività
- Giragosto - Tournee estiva con Pippo Baudo (estate 1989)

## Riconoscimenti
- Premio DonnaRoma come personaggio emergente (1990)